# SN 1998er
SN 1998er – supernowa odkryta 3 listopada 1998 roku w galaktyce GH09-02. W momencie odkrycia miała maksymalną jasność 18,60m.